# Telemiades amphion
Telemiades amphion is een vlinder uit de familie van de dikkopjes (Hesperiidae). De wetenschappelijke naam van de soort is voor het eerst geldig gepubliceerd in 1826 door Jacob Hübner.